# Bordeaux Clairet

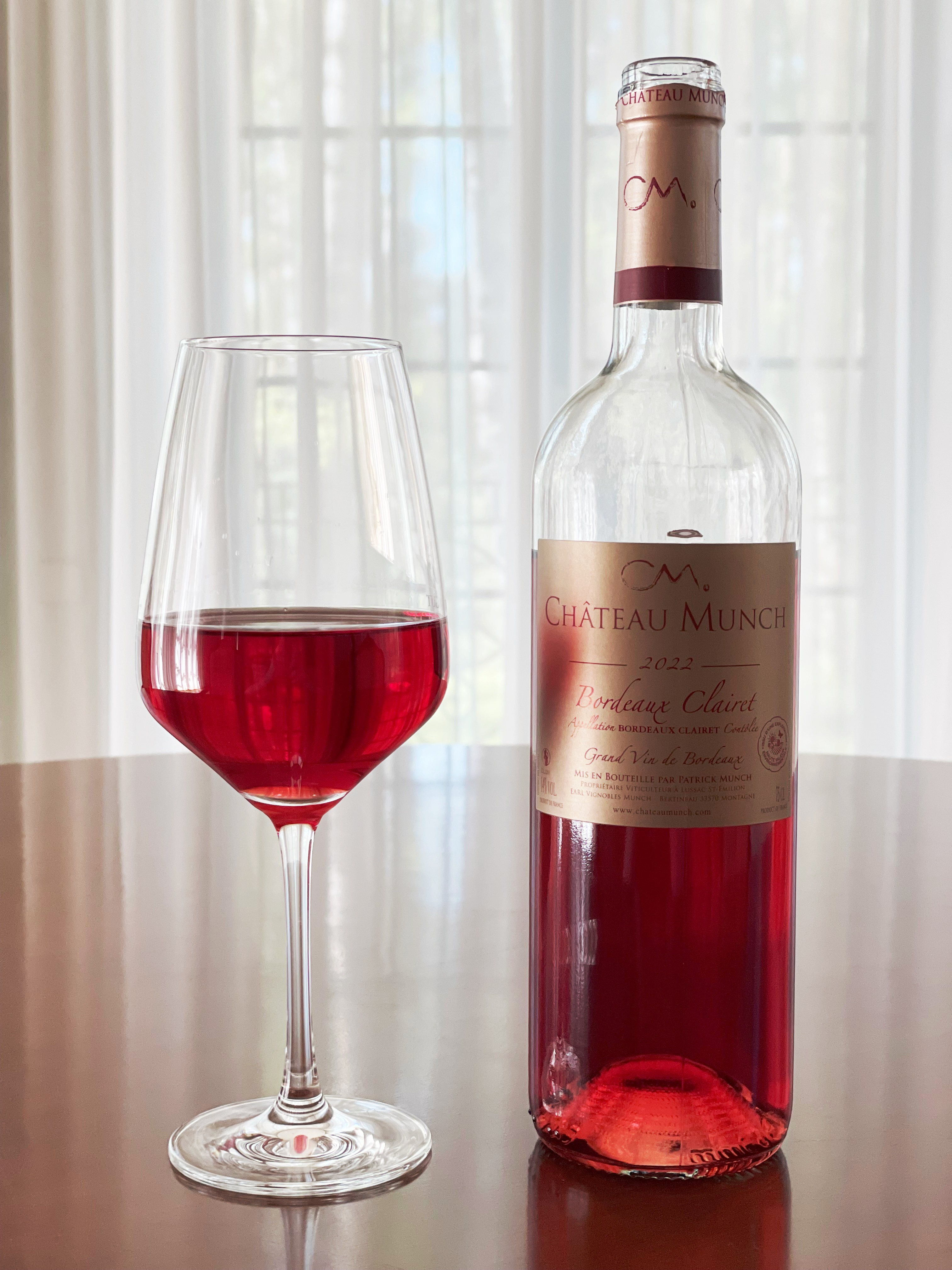
Nombre del archivo:Bordeaux claret.jpg
Vino claret de Burdeos

Bordeaux Clairet es una denominación burdeos genérica. Todas las otras apelaciones en la región de Burdeos, incluyendo las más prestigiosas, están autorizadas por esta AOC.
Los vinos Bordeaux Clairet son similares a los vinos que eran embarcados desde Burdeos hacia Inglaterra durante la Edad Media, conocido como French Claret (clarete francés). Estos vinos establecieron la fama de Burdeos como una región viticultora. Su color es rojo claro, entre el tinto de Burdeos y los vinos rosados. Son vinos refrescantes, apreciados porque pueden disfrutarse fácilmente con picnics y comida exótica. 
Las normas de calidad y especificaciones de esta AOC son elaboradas por el instituto INAO. 

## Producción y superficie
Producción anual: 52.000 hectolitros
Superficie: 925 hectáreas
Máxima producción autorizada: 55 hectolitros por hectáreas.

## Variedades vitíferas
Las variedades de uva autorizadas, son las mismas que el Bordeaux AOC. Sin embargo merlot es la más frecuente en esta AOC.